# Homoki ásótyúk
A homoki ásótyúk, homoki lábastyúk vagy máleó (Leipoa ocellata) a madarak osztályának tyúkalakúak (Galliformes) rendjébe és a ásótyúkfélék (Megapodiidae) családjába tartozó Leipoa nem egyetlen élő faja.

## Előfordulása
Ausztrália déli részén honos.  Természetes élőhelyei a szubtrópusi és trópusi száraz erdők, mérsékelt övi erdők, száraz szavannák és bozótok.

## Megjelenése
Átlagos testhossza 60 centiméter, testtömege 1700 gramm. A tollruhája barnás földszínű, amivel jól beolvad környezetébe.

## Életmódja
Inkább mag- és virágevő, de elfogyasztja a rovarokat és a kisebb gyíkokat is.

## Szaporodása
A hím a talegallatyúk kakasához hasonlóan gödröt ás, és afölé növényi anyagokból költőhalmot épít. Ebbe a tyúk 2-34 tojást rak, majd többé nem is törődik velük. A tojásokat a kakas gondozza, és ehhez először is homoréteggel takarja be őket, majd rendszeresen ellenőrzi környezetük hőmérsékletét. A tojásokat a levelek rothadásából felszabaduló hő kelti ki – ha a hőmérséklet 34 °C-nál alacsonyabb, összekapargatja az anyagot, ha magasabb, akkor pedig szétteregeti. Ez gyakorlatilag állandó elfoglaltságot biztosít a kakasoknak, mert Ausztrália félsivatagos vidékein a napi hőingás gyakran 40 °C-nál is több.
A költési idő az időjárás függvényében akár több hónapig is elhúzódhat – ennek alapján állítható, hogy a lábastyúk kakasa az év 11 hónapjában idejének jelentős részét a költődomb gondozására fordítja. A költődomb megépítése önmagában legalább négy hónapos munka, az ásótyúk élőhelyén ugyanis kevés a rothadni képes szerves anyag. Ezért a téli hónapokban, amikor hidegebb van és viszonylag sokat esik az eső, a leendő költőhalom mintegy 20 m-es körzetben összeszedik és mélyen a földbe kaparják az ágakat és leveleket, hogy azok nedvesek maradjanak, különben tavasszal, a halom összekotrásának idején nem kezdenek el rothadni. Ősszel, amikorra az összehordott szerves anyag már jórészt elrothadt, és kevesebb hőt termel, a kakas kénytelen fokozottan a nap fűtő hatására hagyatkozni: ilyenkor reggel szétteregeti a domb tetejének anyagát, hogy az felmelegedjen, majd est újra összekupacolja az egészet, hogy a tojásokat az éjszakai lehűléstől megóvja.
A feltételezések szerint a máleók előre megjósolják az időjárást, mert előbb kezdik el a fészek megváltoztatását, minthogy az időjárás változna. A kikelt fiókák kiássák magukat a fészekből, melyből kifejlett tollazattal jönnek elő és szüleikkel nem is találkozva, azonnal önálló életet kezdenek.
|  |  |